# 왕공 (후한)
왕공(王龔, ? ~ ?)은 후한 중기의 관료로, 자는 백종(伯宗)이며 산양군 고평현(高平縣) 사람이다.

## 생애
호족 집안에서 태어났다. 효렴으로 천거되어 청주자사를 지냈고, 부패한 태수 여럿을 찾아내 보고하니 안제가 기뻐하여 상서(尙書)에 임명하였다.
건광 원년(121년), 사례교위에 임명되었고 이듬해에 여남태수로 전출되었다. 임지에서 다스리기를 온화하게 하고 선비를 좋아하여, 황헌(黃憲)·진번 등을 초빙하였다. 황헌은 거절하고 진번은 응하였는데, 막상 도착하였을 때 왕공이 바로 맞이하지 않자 병을 핑계로 돌아갔다. 왕공은 처음에는 노하였으나, 공조(功曹) 원랑(袁閬)이 간하니 잘못을 깨닫고 다시 불러들여 후대하였다.
영건 원년(126년), 조정의 부름을 받아 태복·태상을 역임하였다. 이후 사공으로 승진하였으나, 지진이 일어나 책임을 지고 물러났다.
영화 원년(136년), 태위에 임명되었다.
왕공은 재임하는 동안 공손하고 신중하게 처신하여, 지방과 사사로이 글을 주고받지 않았다. 천거한 인재는 모두 천하의 어진 이들이었다. 한편 환관의 전횡에 근심하여 순제에게 상소를 올렸고, 이를 두려워한 환관들은 빈객들로 하여금 왕공을 무고하게 하였다. 순제가 왕공의 잘못이 사실인지 알아보게 하니, 왕공의 옛 속관 이고는 대장군 양상에게 왕공의 무죄를 하소연하였다. 곧바로 양상은 왕공을 변호하였고, 덕분에 왕공은 죄를 받지 않았다.
태위에 있은 지 5년 후 연로하여 은퇴하였고, 집에서 죽었다. 아들 왕창 또한 관직이 사공에 이르렀고, 증손 왕찬은 건안칠자의 일원으로 이름을 남겼다.

## 출전
- 범엽, 《후한서》
  - 권6 효순효충효질제기
  - 권56 장왕충진열전

| 전임 내력 | 후한의 태복 126년 ~ ? | 후임 조계 |

| 전임 유광 | 후한의 태상 ? ~ 129년 | 후임 환언 |

| 전임 장호 | 후한의 사공 129년 ~ 133년 | 후임 공부 |

| 전임 방참 | 후한의 태위 136년 ~ 141년 | 후임 환언 |